# Intrusos en Manasés
Intrusos en Manasés es una película española dirigida por Juan Carlos Claver, interpretada per Belén López, Miguel Ángel Muñoz y Marina Gatell entre otros. La película mezcla elementos históricos y sobrenaturales. Su fecha de estreno en las salas de cine españolas es el 9 de julio del 2010.

## Sinopsis
Una reportera de una revista de fenómenos paranormales es enviada a investigar unos fenómenos extraños. Tiene que acudir a un pueblo abandonado en el que desaparecieron todos los habitantes en extrañas circunstancias, pocas semanas antes del final de la Segunda Guerra Mundial.  Todos los habitantes del pueblo de Manasés desaparecieron en menos de 24 horas después de que se estrellara un avión alemán. La periodista, que acaba de presenciar un grave accidente, llega al pueblo fantasma para hacer un reportaje para su revista. Lo que le espera no tiene nada de convencional.

## Premios y Festivales

### Festivales
| Año  | Festival                   | Sección        |
| ---- | -------------------------- | -------------- |
| 2008 | Festival de Cine de Sitges | Sección Meliés |

- Datos: Q5919349